# Sauvei Lai
Sauvei Lai (Rio de Janeiro, 29 de julho de 1974) é Promotor de Justiça do Estado do Rio de Janeiro, titular da 30º Promotoria de Justiça de Investigação Criminal, e professor de Direito Processual Penal. Formado em Direito pela Universidade Federal do Rio de Janeiro, atuou, ainda, na Defensoria Pública do Estado, e  já foi responsável por diversos processos contra crimes virtuais, dos quais, a maioria foram punidos no devido rigor da lei. 